# Bupleurum commutatum
Bupleurum commutatum — вид квіткових рослин родини окружкових (Apiaceae).

## Біоморфологічна характеристика
Це однорічна рослина 35–60 см заввишки, розгалужується тільки у верхній частині. Листки 3–8 см × 2–4 мм. Променів 7–9, дуже нерівних, 5–30 мм. Пелюстки жовті, 0.65–0.9 мм завдовжки і однаково широкі. Плід 2–2.3 мм завдовжки.

## Поширення
Албанія, Болгарія, Греція, Туреччина, Сербія, Македонія.
В Україні вид зростає у Криму (гора Сокіл в околицях м. Судака; м. Алушта, гора Демерджі над с. Лучисте, в окол. смт Курортне).